# Rubno Wielkie
Rubno Wielkie (niem. Gross Röbern) – jedna z północnych dzielnic Elbląga.

## Położenie
Rubno Wielkie znajduje się w północnej części miasta. Jest to dawna wieś, która na początku lat 90. została włączona w granice administracyjne miasta. Położona jest nieopodal drogi wojewódzkiej nr 503, 7 km. od centrum miasta. Na terenie dzielnicy znajduje się sukcesywnie rozbudowywany elbląski Zakład Utylizacji Odpadów (ZUO) a także oczyszczalnia ścieków. Znajdują się tutaj również tereny podstrefy Warminsko-Mazurskiej Specjalnej Strefy Ekonomicznej. Nieopodal osiedla przebiega także zamknięta w 2006 roku linia kolejowa Elbląg-Tolkmicko-Braniewo oraz znajduje się nieczynny przystanek kolejowy Rubno Wielkie. Czasami na tej linii zdarza się spotkać pociąg specjalny o charakterze turystycznym, jednak z uwagi na postępującą degradację peronów i dworców na całej trasie z Elbląga do Braniewa pociąg ten nie zatrzymuje się.
W okolicy Rubna Wielkiego, w gęstym lesie, znajduje się potężny dąb szypułkowy – Hoggo. Obwód drzewa w 2011 roku wynosił 752 cm, a wysokość – 31–33 m.
Wieś komornictwa zewnętrznego Elbląga w XVII i XVIII wieku. 

## Wykaz ulic dzielnicy
- Łubinowa
- Mazurska
- Pszeniczna
- Rzepakowa
- Słonecznikowa

## Ważniejsze budynki i obiekty
- Zakład Utylizacji Odpadów (ZUO)
- oczyszczalnia ścieków
- podstrefa Warmińsko-Mazurskiej Specjalnej Strefy Ekonomicznej
- nieczynny przystanek kolejowy Rubno Wielkie

## Komunikacja
Do Rubna Wielkiego można dojechać:
- autobusami nr: 11
- autobusami PKS